# Nagroda literacka im. Adalberta Stiftera
Nagroda literacka im. Adalberta Stiftera (niem. Adalbert-Stifter-Preis) – największe odznaczenie o charakterze kulturalnym przyznawane przez kraj związkowy Górna Austria za szczególne osiągnięcia w dziedzinie literatury. Wcześniej honorowana również w Cesarstwie Niemieckim (Republika Weimarska), jak i w III Rzeszy.
Nazwa nagrody została zapożyczona od nazwiska zmarłego w austriackim Linzu pisarza Adalberta Stiftera i w tym samym mieście jest przyznawana. Od roku 1989 wśród pięciu laureatów znajduje się 4 mężczyzn i 1 kobieta.

## Laureaci

### Przed 1989
W latach 1926–1928 i od 1951 roku fundatorem nagrody był kraj związkowy Górna Austria. Natomiast w latach 1941–1943 czasopismo „Böhmen und Mähren” pod redakcją nazisty Friedricha Heißa.
Jury: Karl Hermann Frank (zm. 1946, przewodniczący), Hans Friedrich Blunck, Karl Franz Leppa; Eberhard Wolfgang Möller i inni.
- 1926: Erwin Guido Kolbenheyer
- 1927: Robert Michel
- 1928: Ernst Weiß(inne języki)
- 1941: Za opowiadania: Hans Watzlik, Stefan Sturm, Herbert Zelletschky, Walter Pollak, Leo Hans Mally; – Nagroda w dziedzinie liryki: Hans Stolzenburg, Herbert Wessely, A. M. Hauschka-Brichta
- 1942: Nagroda za opowiadania, pozycja od 1 do 5: Heinrich Bachmann, Josef Schneider, Leo Hans Mally, Heinrich Zerkaulen, Hanns Lerch; – Nagroda za wiersze, pozycja od 1 do 3: Mally, René Schwachhofer, Hans Leo Sittauer
- 1943: Noweliści: Franz Jantsch, Hauska-Brichta, Josef Schneider, Karl-Alfred Langer-Reuth;- Lirycy: Wilhelm Pleyer, J. Schneider, Hans Leb; Alfred Görgl
- 1943 „Nagroda literacka miasta Wiednia im. Adalberta Stiftera”: Hans Leb; Alois Roßmanith(inne języki); Elisabeth Effenberger(inne języki); Caroline Elisabeth Wirth; Franz Kießling(inne języki)
- 1951: Gertrud Fussenegger(inne języki)
- 1951: Josef Mühlberger(inne języki)
- 1961: Arthur Fischer-Colbrie(inne języki)
- 1965: Julius Zerzer(inne języki)
- 1971: Franz Tumler(inne języki)

### Od 1989
- 1990: Heimrad Bäcker(inne języki)
- 1994: Franz Kain(inne języki)
- 1999: Franz Rieger(inne języki)
- 2005: Alois Brandstetter(inne języki)

- 2007: Käthe Rechesis(inne języki); Przemówienie: Heide Lexe
- 2013: Erich Hackl